# Lux Guyer
Pour les articles homonymes, voir Guyer.
Lux Guyer est une architecte suisse née le 20 août 1894 à Zurich et morte le 25 mai 1955 dans la même ville.

## Biographie

### Origines et famille
Lux Guyer naît Luise Guyer le 20 août 1894 à Zurich, dont elle est également originaire. Son père, Johann Heinrich Guyer, est instituteur ; sa mère est née Elisabeth Lips.
Elle épouse Hans Hermann Studer, ingénieur civil diplômé de l'École polytechnique fédérale de Zurich, en 1930.

### Études et parcours professionnel
Élève des architectes Gustav Gull et de Marie Frommer[réf. souhaitée], Lux Guyer G. étudie à l'École d'arts appliqués de Zurich de 1916 à 1917 puis à l'École polytechnique fédérale de Zurich de 1917 à 1918.
Elle est une des premières femmes à ouvrir sa propre agence d'architecture, à Zurich, en 1924. Incluant l'aménagement d'intérieur dans ses réalisations, elle collabore souvent avec des décoratrices. 
Elle est la principale architecte de la SAFFA (Exposition suisse du travail féminin) de 1928, où elle présente une maison familiale édifiée en trois mois seulement grâce à un système d'éléments préfabriqués en bois. 
Elle est notamment l'auteur des premiers logements pour femmes seules à Zurich (Lettenhof (de) en 1926-1927 et foyer pour étudiantes dans le quartier de Fluntern (de) en 1927 et 1928), d'un lotissement de vacances Coop à Weggis dans le canton de Lucerne (en 1927 et 1928) et de la maison Sunnebüel à Itschnach-Küsnacht en 1930.

Zurich-Fluntern, Susenbergstrasse n°101.
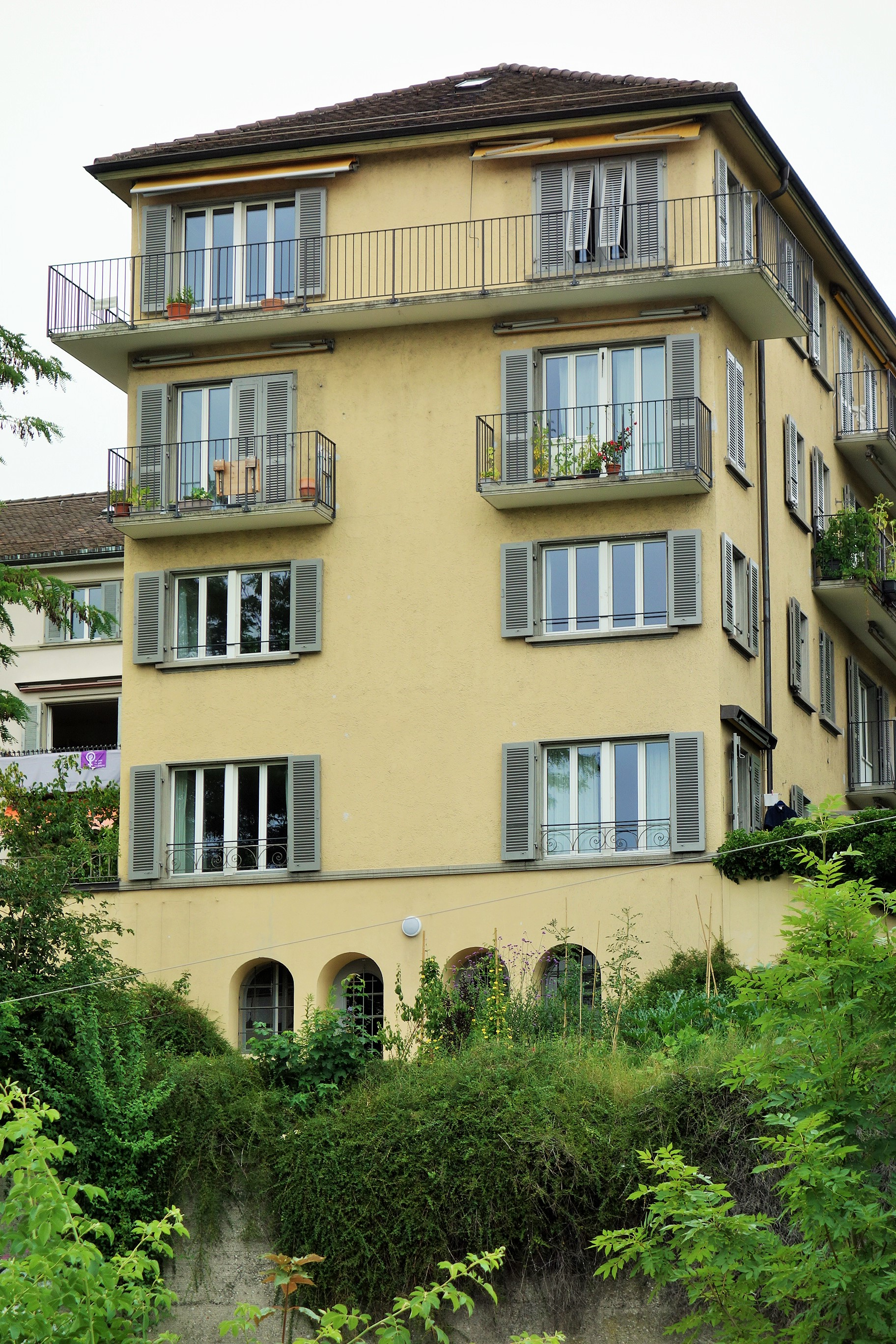
Foyer pour femmes célibataires à Lettenhof, Zurich, Suisse.
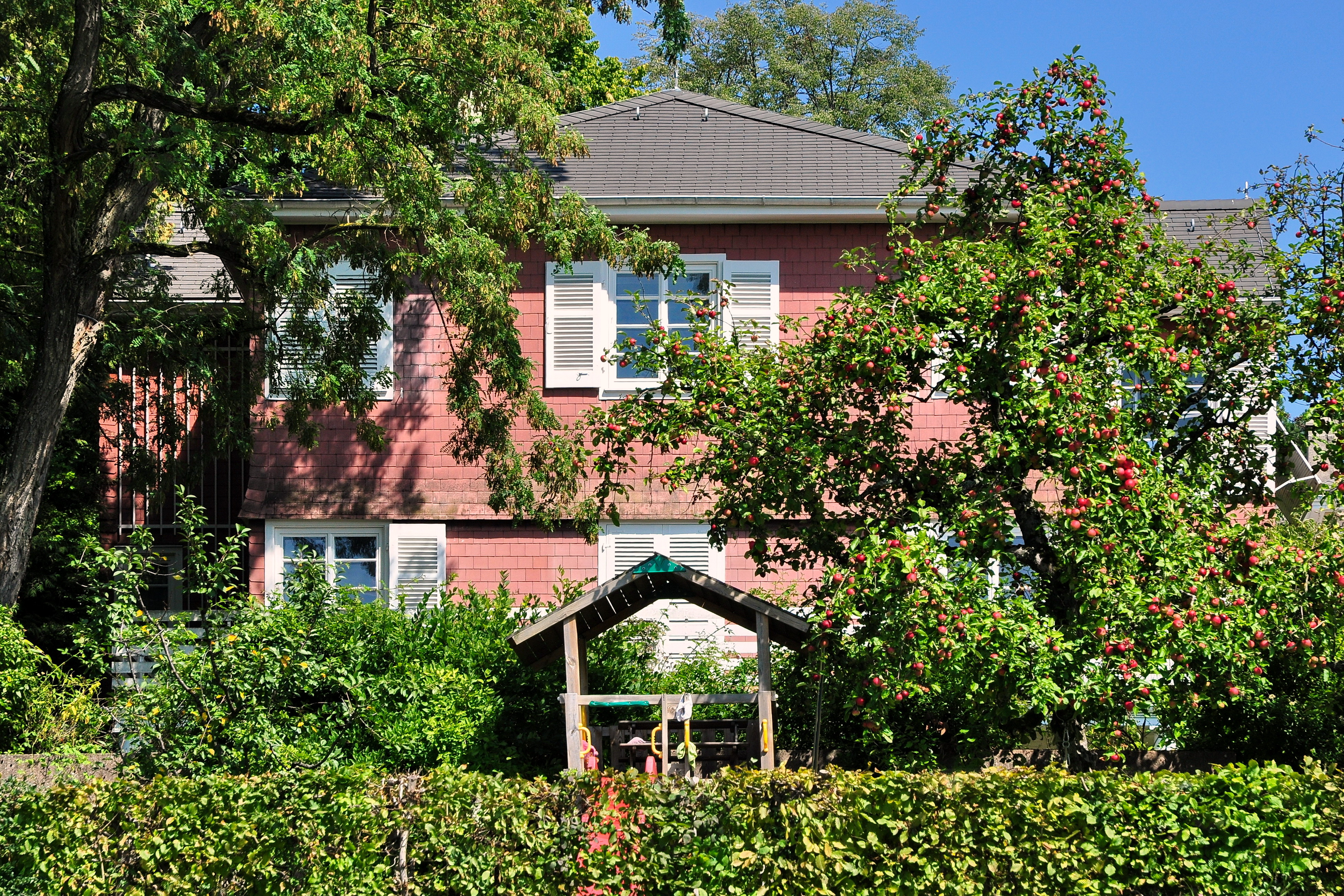
Maison individuelle Lux Guyer, « Sunnebüel », Küsnacht, Suisse.